# Gemma Badia Cequier
Pour les articles homonymes, voir Badia (homonymie).
Gemma Badia Cequier, née le 21 septembre 1970 à Barcelone,  est une femme politique espagnole, membre du Parti des socialistes de Catalogne (PSC). Elle est maire de Gavà depuis juillet 2021.

## Biographie
Diplômée en sciences de l'administration de l'université ouverte de Catalogne durant la Transition démocratique, elle suit également des cours à l'université de Barcelone. Elle réside à Gavà à partir de l'année 1983.
Après les élections municipales de 2015, elle entre en tant qu'adjointe au conseil municipal de Gavà. Elle est, jusqu'en 2017, adjointe à l'Égalité et à la politique de la ville. Les deux dernières années du mandat (2018 et 2019), elle est adjointe à la Propreté. Après les élections municipales de 2019, elle devient adjointe à la maire Raquel Sánchez Jiménez, chargée de l'espace public et de la sécurité. Le 12 juillet 2021, elle est élue maire de Gavà, puis réélue au même poste le 17 juin 2023.
Depuis juillet 2023, elle est également déléguée aux politiques sociales et à l'égalité de l'Aire métropolitaine de Barcelone.